# Lijst van Franse ministers van Financiën
Hieronder volgt een lijst van ministers van Financiën van Frankrijk vanaf de instelling van het ambt in 1791 tot heden:

## Ministers van Financiën, 1791-1944

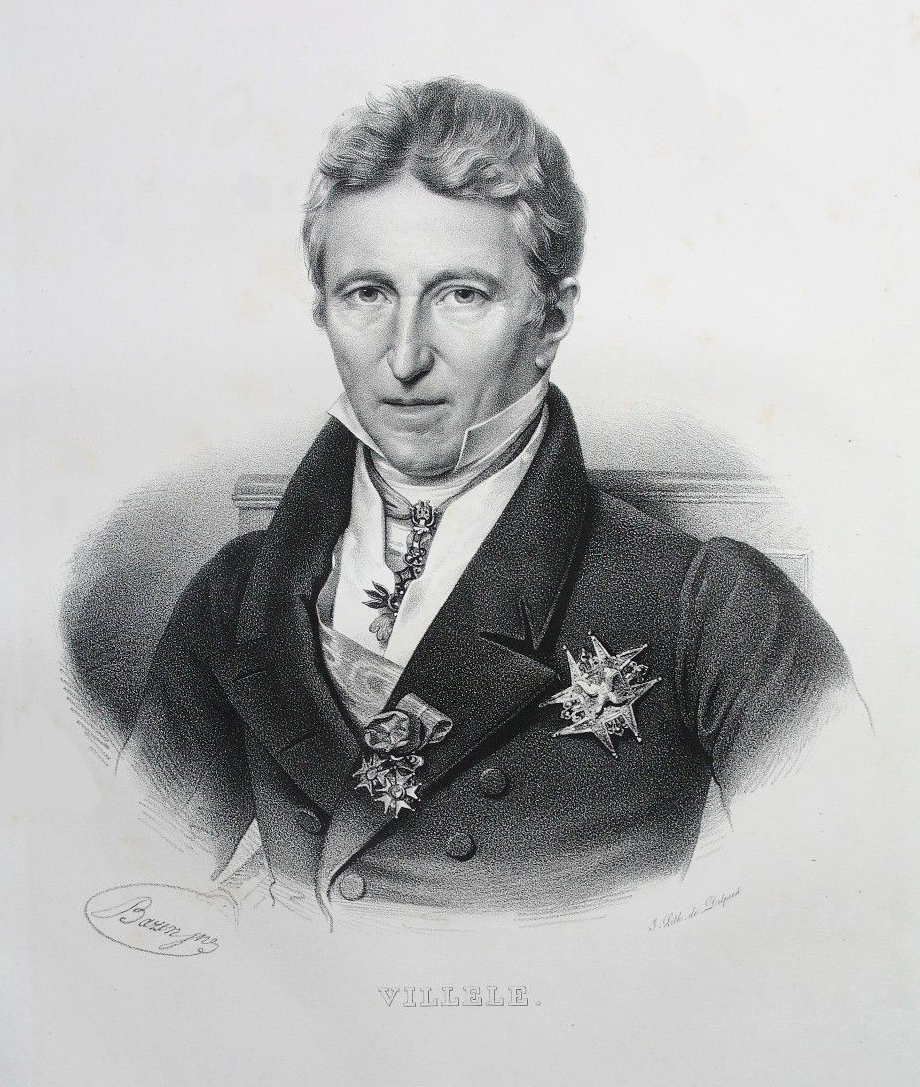
Jean-Baptiste, comte de Villèle

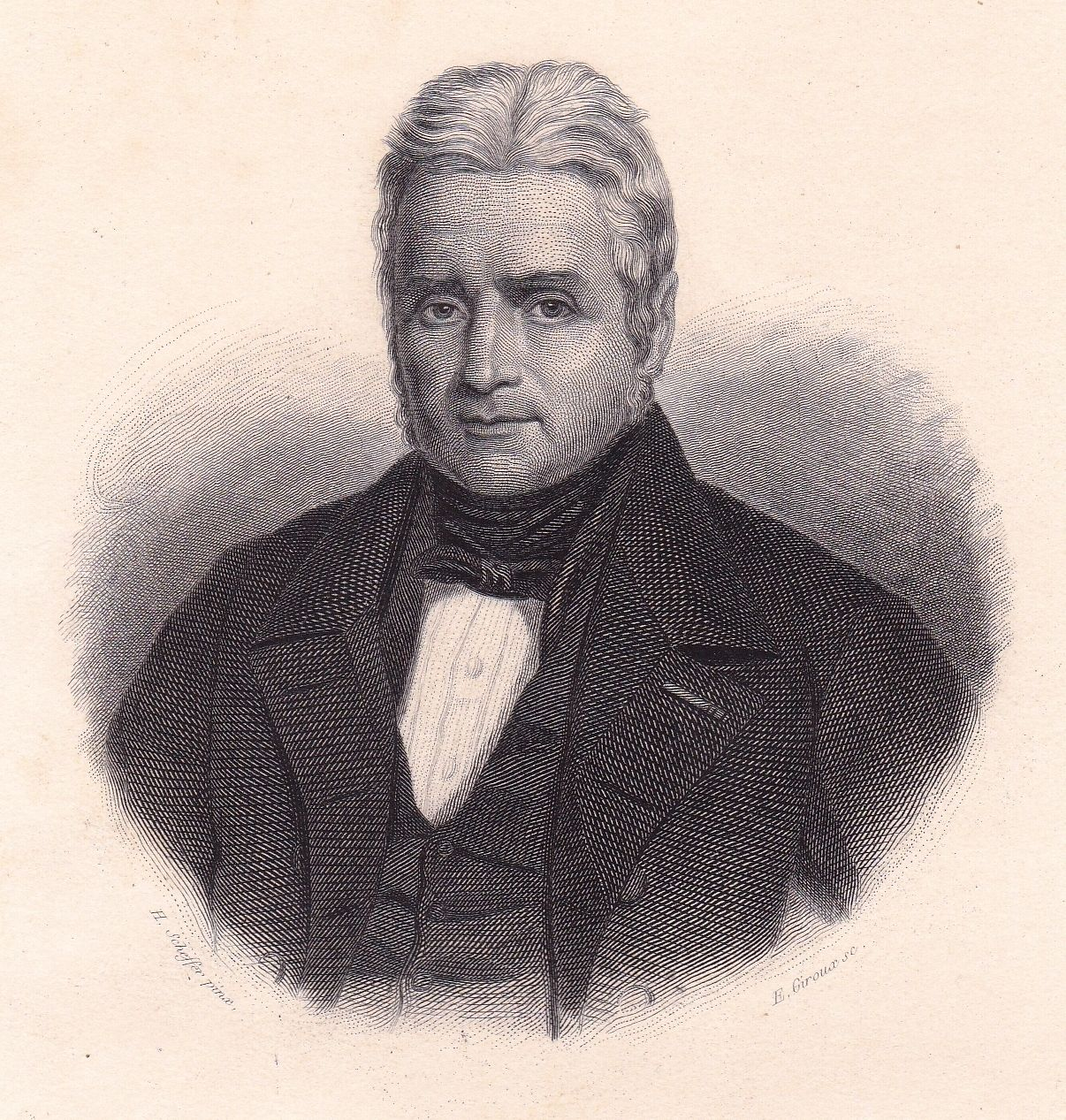
Jacques Laffitte

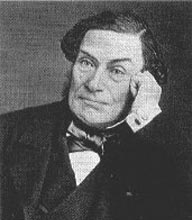
Achille Fould

Louis Buffet

Pierre Tirard

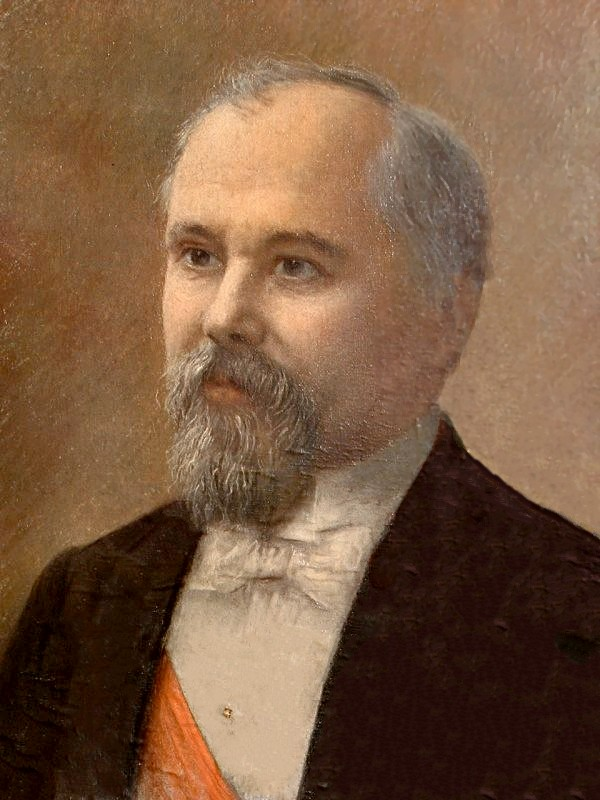
Raymond Poincaré

| Minister                                          | Begin ambtstermijn | Einde ambtstermijn |
| ------------------------------------------------- | ------------------ | ------------------ |
| Claude Antoine Valdec de Lessart                  | 27 april 1791      | 29 mei 1791        |
| Louis Hardouin Tarbé                              | 29 mei 1791        | 24 maart 1792      |
| Étienne Clavière                                  | 24 maart 1792      | 13 juni 1792       |
| Antoine Duranthon                                 | 13 juni 1792       | 18 juni 1792       |
| Jules Émile François Hervé de Beaulieu            | 18 juni 1792       | 29 juli 1792       |
| Joseph Delaville-Leroulx                          | 29 juli 1792       | 10 augustus 1792   |
| Étienne Clavière                                  | 10 augustus 1792   | 13 juni 1793       |
| Louis Grégoire Des Champs des Tournelles          | 13 juni 1793       | 20 april 1794      |
| geen                                              | 20 april 1794      | 8 november 1795    |
| Guillaume Faipoult                                | 8 november 1795    | 14 februari 1796   |
| Dominique-Vincent Ramel-Nogaret                   | 14 februari 1796   | 20 juli 1799       |
| Robert Lindet                                     | 20 juli 1799       | 10 november 1799   |
| Martin Michel Charles Gaudin, duc de Gaète        | 10 november 1799   | 1 april 1814       |
| Joseph Dominique, baron Louis                     | 3 april 1814       | 20 maart 1815      |
| Martin Michel Charles Gaudin, duc de Gaète        | 20 maart 1815      | 7 juli 1815        |
| Joseph Dominique, baron Louis                     | 9 juli 1815        | 26 september 1815  |
| Louis Emmanuel, comte Corvetto                    | 26 september 1815  | 7 december 1818    |
| Antoine Roy                                       | 7 december 1818    | 29 december 1818   |
| Joseph Dominique, baron Louis                     | 29 december 1818   | 19 november 1819   |
| Antoine Roy                                       | 19 november 1819   | 14 december 1821   |
| Jean-Baptiste de Villèle                          | 14 december 1821   | 4 januari 1828     |
| Antoine, comte Roy                                | 4 januari 1828     | 8 augustus 1829    |
| Christophe, comte de Chabrol de Crouzol           | 8 augustus 1829    | 19 mei 1830        |
| Guillaume Isidore, comte de Montbel               | 19 mei 1830        | 31 juli 1830       |
| Joseph Dominique, baron Louis                     | 31 juli 1830       | 2 november 1830    |
| Jacques Laffitte                                  | 2 november 1830    | 13 maart 1831      |
| Joseph Dominique, baron Louis                     | 13 maart 1831      | 11 oktober 1832    |
| Jean-Georges Humann                               | 11 oktober 1832    | 10 november 1834   |
| Hippolyte Passy                                   | 10 november 1834   | 18 november 1834   |
| Jean-Georges Humann                               | 18 november 1834   | 18 januari 1836    |
| Antoine, comte d'Argout                           | 18 januari 1836    | 6 september 1836   |
| Charles Marie Tanneguy Duchâtel                   | 6 september 1836   | 15 april 1837      |
| Jean Pierre Joseph Lacave-Laplagne                | 15 april 1837      | 31 maart 1839      |
| Jean-Élie Gautier                                 | 31 maart 1839      | 12 mei 1839        |
| Hippolyte Passy                                   | 12 mei 1839        | 1 maart 1840       |
| Privat Joseph Claramont, comte Pelet de la Lozère | 1 maart 1840       | 29 oktober 1840    |
| Jean-Georges Humann                               | 29 oktober 1840    | 25 april 1842      |
| Jean Pierre Joseph Lacave-Laplagne                | 25 april 1842      | 9 mei 1847         |
| Pierre Sylvain Dumon                              | 9 mei 1847         | 24 februari 1848   |
| Michel Goudchaux                                  | 24 februari 1848   | 5 maart 1848       |
| Louis Antoine Garnier-Pagès                       | 5 maart 1848       | 11 mei 1848        |
| Charles Duclerc                                   | 11 mei 1848        | 28 juni 1848       |
| Michel Gouchaux                                   | 28 juni 1848       | 25 oktober 1848    |
| Ariste Jacques Trouvé-Chauvel                     | 25 oktober 1848    | 20 december 1848   |
| Hippolyte Passy                                   | 20 december 1848   | 31 oktober 1849    |
| Achille Fould                                     | 31 oktober 1849    | 24 januari 1851    |
| Charles Lebègue, comte de Germiny                 | 24 januari 1851    | 10 april 1851      |
| Achille Fould                                     | 10 april 1851      | 26 oktober 1851    |
| Antoine Blondel                                   | 26 oktober 1851    | 23 november 1851   |
| François, comte de Casabianca                     | 23 november 1851   | 3 december 1851    |
| Achille Fould                                     | 3 december 1851    | 22 januari 1852    |
| Jean Bineau                                       | 22 januari 1852    | 3 februari 1855    |
| Pierre Magne                                      | 3 februari 1855    | 26 november 1860   |
| Adolphe Forcade La Roquette                       | 26 november 1860   | 14 november 1861   |
| Achille Fould                                     | 14 november 1861   | 20 januari 1867    |
| Eugène Rouher                                     | 20 januari 1867    | 13 november 1867   |
| Pierre Magne                                      | 13 november 1867   | 2 januari 1870     |
| Louis Buffet                                      | 2 januari 1870     | 14 april 1870      |
| Émile Alexis Segris                               | 14 april 1870      | 10 augustus 1870   |
| Pierre Magne                                      | 10 augustus 1870   | 4 september 1870   |
| Ernest Picard                                     | 4 september 1870   | 19 februari 1871   |
| Louis Buffet                                      | 19 februari 1871   | 25 februari 1871   |
| Augustin Pouver-Quertier                          | 25 februari 1871   | 23 april 1872      |
| Eugène de Goulard                                 | 23 april 1872      | 7 december 1872    |
| Léon Say                                          | 7 december 1872    | 25 mei 1873        |
| Pierre Magne                                      | 25 mei 1873        | 20 juli 1874       |
| Pierre Mathieu-Bodet                              | 20 juli 1874       | 10 maart 1875      |
| Léon Say                                          | 10 maart 1875      | 17 mei 1877        |
| Eugène Caillaux                                   | 17 mei 1877        | 23 november 1877   |
| François Dutilleul                                | 23 november 1877   | 13 december 1877   |
| Léon Say                                          | 13 december 1877   | 28 december 1879   |
| Pierre Magnin                                     | 28 december 1879   | 14 november 1881   |
| François Allain-Targé                             | 14 november 1881   | 30 januari 1882    |
| Léon Say                                          | 30 januari 1882    | 7 augustus 1882    |
| Pierre Tirard                                     | 7 augustus 1882    | 6 april 1885       |
| Jean Clamageran                                   | 6 april 1885       | 16 april 1885      |
| Marie François Sadi Carnot                        | 16 april 1885      | 11 december 1886   |
| Albert Dauphin                                    | 11 december 1886   | 30 mei 1887        |
| Maurice Rouvier                                   | 30 mei 1887        | 12 december 1887   |
| Pierre Tirard                                     | 12 december 1887   | 3 april 1888       |
| Paul Peytral                                      | 3 april 1888       | 22 februari 1889   |
| Maurice Rouvier                                   | 22 februari 1889   | 12 december 1892   |
| Pierre Tirard                                     | 13 december 1892   | 4 april 1893       |
| Paul Peytral                                      | 4 april 1893       | 3 december 1893    |
| Auguste Burdeau                                   | 3 december 1893    | 30 mei 1894        |
| Raymond Poincaré                                  | 30 mei 1894        | 26 januari 1895    |
| Alexandre Ribot                                   | 26 januari 1895    | 1 november 1895    |
| Paul Doumer                                       | 1 november 1895    | 29 april 1896      |
| Georges Cochery                                   | 29 april 1896      | 28 juni 1898       |
| Paul Peytral                                      | 28 juni 1898       | 22 juni 1899       |
| Joseph Caillaux                                   | 22 juni 1899       | 7 juni 1902        |
| Maurice Rouvier                                   | 7 juni 1902        | 17 juni 1905       |
| Pierre Merlou                                     | 17 juni 1905       | 14 maart 1906      |
| Raymond Poincaré                                  | 14 maart 1906      | 25 oktober 1906    |
| Joseph Caillaux                                   | 25 oktober 1906    | 24 juli 1909       |
| Georges Cochery                                   | 24 juli 1909       | 3 november 1910    |
| Louis Lucien Klotz                                | 3 november 1910    | 2 maart 1911       |
| Joseph Caillaux                                   | 2 maart 1911       | 27 juni 1911       |
| Louis Lucien Klotz                                | 27 juni 1911       | 22 maart 1913      |
| Charles Dumont                                    | 22 maart 1913      | 9 december 1913    |
| Joseph Caillaux                                   | 9 december 1913    | 17 maart 1914      |
| René Renoult                                      | 17 maart 1914      | 9 juni 1914        |
| Étienne Clémentel                                 | 9 juni 1914        | 13 juni 1914       |
| Joseph Noullens                                   | 13 juni 1914       | 26 augustus 1914   |
| Alexandre Ribot                                   | 26 augustus 1914   | 20 maart 1917      |
| Joseph Thierry                                    | 20 maart 1917      | 12 september 1917  |
| Louis Lucien Klotz                                | 12 september 1917  | 20 januari 1920    |
| Frédéric François-Marsal                          | 20 januari 1920    | 16 januari 1921    |
| Paul Doumer                                       | 16 januari 1921    | 15 januari 1922    |
| Charles de Lasteyrie                              | 15 januari 1922    | 29 maart 1924      |
| Frédéric François-Marsal                          | 29 maart 1924      | 14 juni 1924       |
| Étienne Clementel                                 | 14 juni 1924       | 3 april 1925       |
| Anatole de Monzie                                 | 3 april 1925       | 17 april 1925      |
| Joseph Caillaux                                   | 17 april 1925      | 29 oktober 1925    |
| Paul Painlevé                                     | 29 oktober 1925    | 28 november 1925   |
| Louis Loucheur                                    | 28 november 1925   | 16 december 1925   |
| Paul Doumer                                       | 16 december 1925   | 9 maart 1926       |
| Raoul Péret                                       | 9 maart 1926       | 23 juni 1926       |
| Joseph Caillaux                                   | 23 juni 1926       | 19 juli 1926       |
| Anatole de Monzie                                 | 19 juli 1926       | 23 juli 1926       |
| Raymond Poincaré                                  | 23 juli 1926       | 11 november 1928   |
| Henry Chéron                                      | 11 november 1928   | 21 februari 1930   |
| Charles Dumont                                    | 21 februari 1930   | 2 maart 1930       |
| Paul Reynaud                                      | 2 maart 1930       | 13 december 1930   |
| Louis Germain-Martin                              | 13 december 1930   | 27 januari 1931    |
| Pierre Étienne Flandin                            | 27 januari 1931    | 3 juni 1932        |
| Louis Germain-Martin                              | 3 juni 1932        | 18 december 1932   |
| Henry Chéron                                      | 18 december 1932   | 31 januari 1933    |
| Georges Bonnet                                    | 31 januari 1933    | 30 januari 1934    |
| François Piétri                                   | 30 januari 1934    | 4 februari 1934    |
| Paul Marchandeau                                  | 4 februari 1934    | 9 februari 1934    |
| Louis Germain-Martin                              | 9 februari 1934    | 1 juni 1935        |
| Joseph Caillaux                                   | 1 juni 1935        | 7 juni 1935        |
| Marcel Régnier                                    | 7 juni 1935        | 4 juni 1936        |
| Vincent Auriol                                    | 4 juni 1936        | 22 juni 1937       |
| Georges Bonnet                                    | 22 juni 1937       | 18 januari 1938    |
| Paul Marchandeau                                  | 18 januari 1938    | 13 maart 1938      |
| Léon Blum                                         | 13 maart 1938      | 10 april 1938      |
| Paul Marchandeau                                  | 10 april 1938      | 1 november 1938    |
| Paul Reynaud                                      | 1 november 1938    | 21 maart 1940      |
| Lucien Lamoureux                                  | 21 maart 1940      | 5 juni 1940        |
| Yves Bouthillier                                  | 5 juni 1940        | 18 april 1942      |
| Pierre Cathala                                    | 18 april 1942      | 19 augustus 1944   |

## Vrije FranseCommissarissen van Financiën, 1941-1944

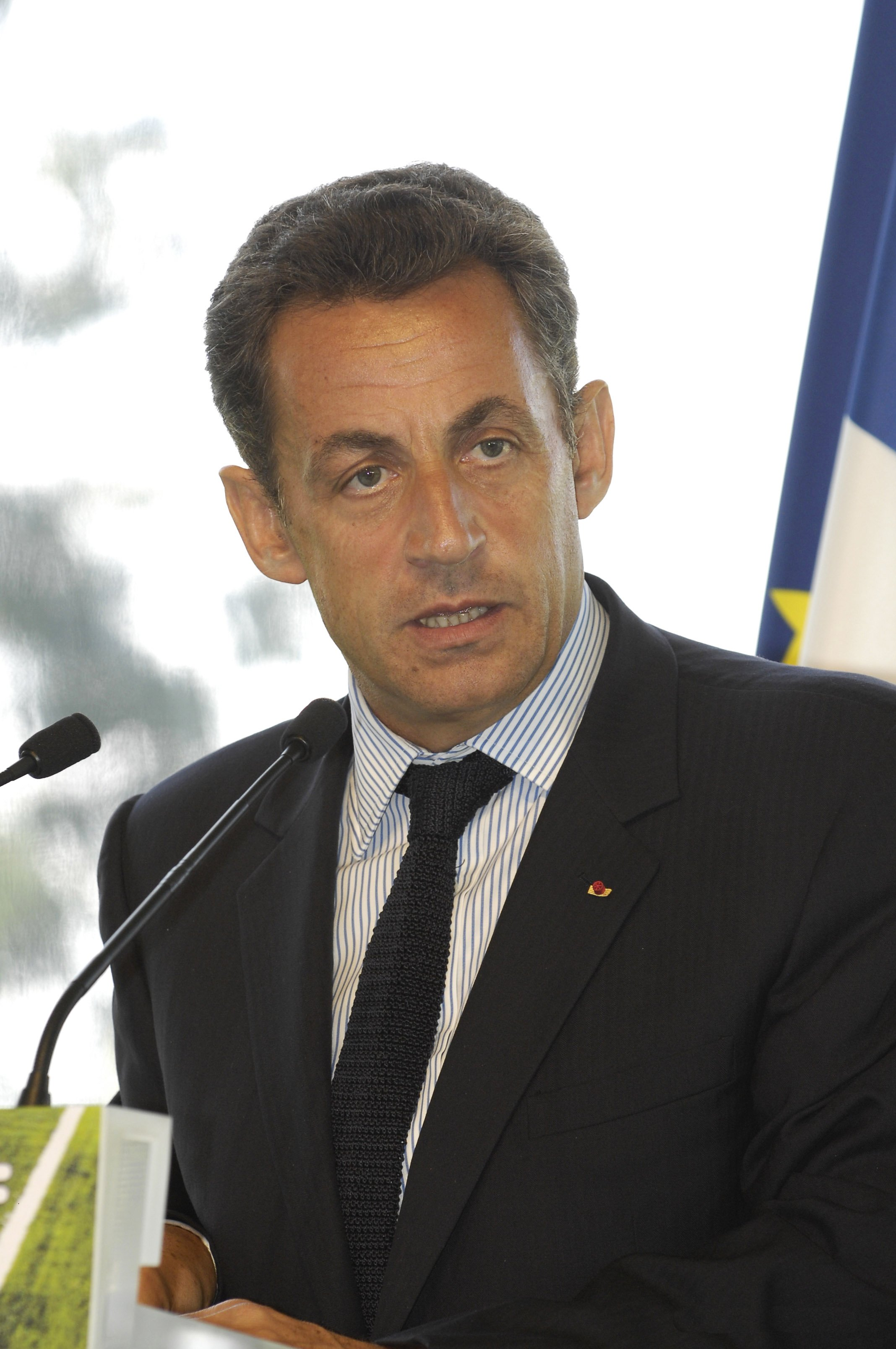
Nicolas Sarkozy

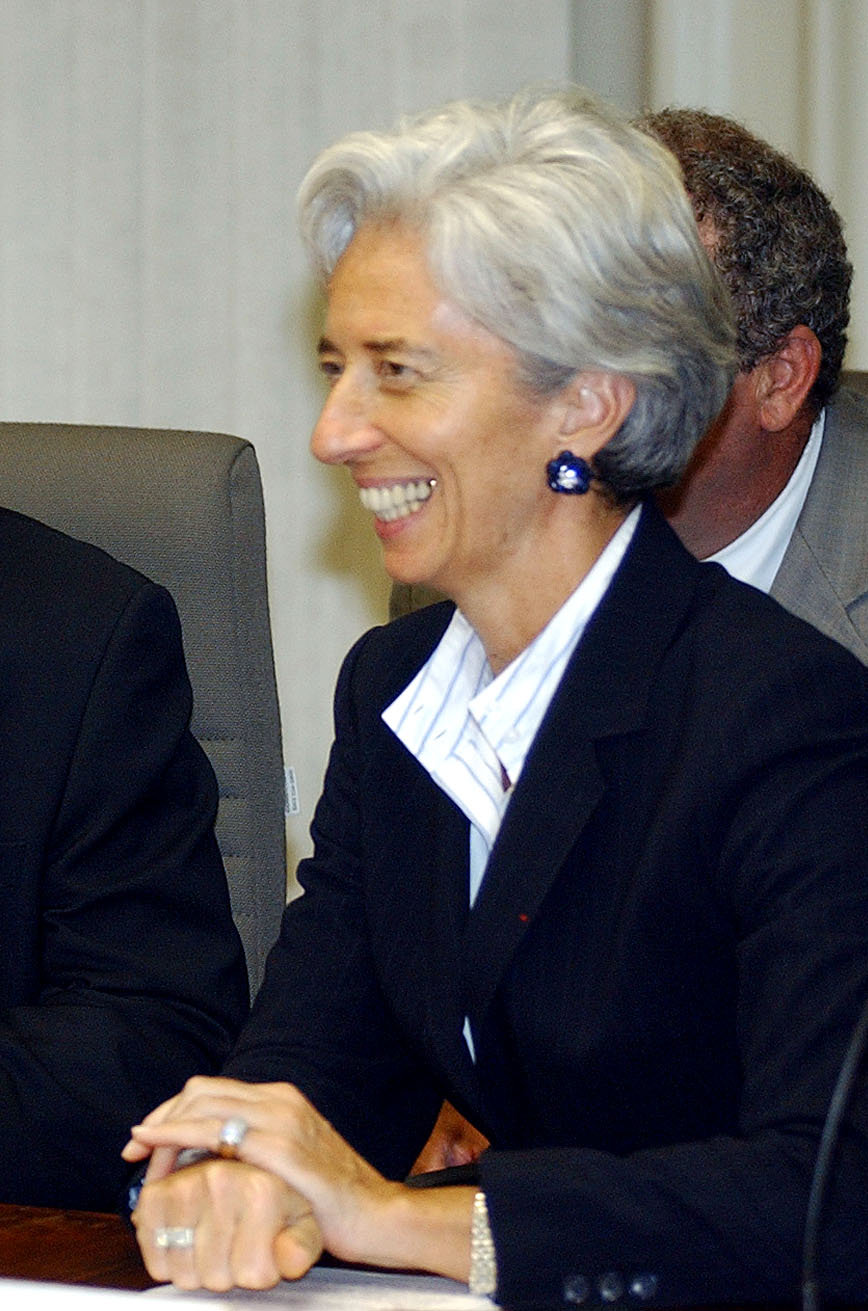
Christine Lagarde

| Commissaris               | Begin ambtstermijn | Einde ambtstermijn |
| ------------------------- | ------------------ | ------------------ |
| René Pleven               | 24 september 1941  | 17 oktober 1942    |
| André Diethelm            | 17 oktober 1942    | 7 juni 1943        |
| Maurice Couve de Murville | 7 juni 1943        | 9 november 1943    |
| Pierre Mendès France      | 9 november 1943    | 4 september 1944   |

## Ministers van Financiën, 1944-1981
| Minister                  | Begin ambtstermijn | Einde ambtstermijn |
| ------------------------- | ------------------ | ------------------ |
| Aimé Lepercq              | 4 september 1944   | 9 november 1944    |
| René Pleven               | 16 november 1944   | 26 januari 1946    |
| André Philip              | 26 januari 1946    | 24 juni 1946       |
| Robert Schuman            | 24 juni 1946       | 18 december 1946   |
| André Philip              | 18 december 1946   | 22 januari 1947    |
| Robert Schuman            | 22 januari 1947    | 24 november 1947   |
| René Mayer                | 24 november 1947   | 26 juli 1948       |
| Paul Reynaud              | 26 juli 1948       | 5 september 1948   |
| Christian Pineau          | 5 september 1948   | 11 september 1948  |
| Henri Queuille            | 11 september 1948  | 12 januari 1949    |
| Maurice Petsche           | 12 januari 1949    | 11 augustus 1951   |
| René Mayer                | 11 augustus 1951   | 20 januari 1952    |
| Edgar Faure               | 20 januari 1952    | 8 maart 1952       |
| Antoine Pinay             | 8 maart 1952       | 8 januari 1953     |
| Maurice Bourgès-Maunoury  | 8 januari 1953     | 28 juni 1953       |
| Edgar Faure               | 28 juni 1953       | 20 januari 1955    |
| Robert Buron              | 20 januari 1955    | 23 februari 1955   |
| Pierre Pflimlin           | 23 februari 1955   | 1 februari 1956    |
| Robert Lacoste            | 1 februari 1956    | 14 februari 1956   |
| Paul Ramadier             | 14 februari 1956   | 13 juni 1957       |
| Félix Gaillard            | 13 juni 1957       | 6 november 1957    |
| Pierre Pflimlin           | 6 november 1957    | 14 mei 1958        |
| Edgar Faure               | 14 mei 1958        | 1 juni 1958        |
| Antoine Pinay             | 1 juni 1958        | 13 januari 1960    |
| Wilfrid Baumgartner       | 13 januari 1960    | 19 januari 1962    |
| Valéry Giscard d'Estaing  | 19 januari 1962    | 8 januari 1966     |
| Michel Debré              | 8 januari 1966     | 30 mei 1968        |
| Maurice Couve de Murville | 30 mei 1968        | 10 juli 1968       |
| François-Xavier Ortoli    | 10 juli 1968       | 16 juni 1969       |
| Valéry Giscard d'Estaing  | 16 juni 1969       | 28 mei 1974        |
| Jean-Pierre Fourcade      | 28 mei 1974        | 27 augustus 1976   |
| Raymond Barre             | 27 augustus 1976   | 5 april 1978       |
| René Monory               | 5 april 1978       | 22 mei 1981        |

## Ministers van Financiën (1959–heden)
| Minister van Financiën Ministre des Finances | Minister van Financiën Ministre des Finances | Minister van Financiën Ministre des Finances | Ambtstermijn                          | Ambtstermijn      | Partij(en)           | Premier(s)                            | Kabinet(en)                                                                        | Overige functie(s) |
| -------------------------------------------- | -------------------------------------------- | -------------------------------------------- | ------------------------------------- | ----------------- | -------------------- | ------------------------------------- | ---------------------------------------------------------------------------------- | --- |
|                                              | Antoine Pinay                                | Antoine Pinay (1891–1994)                    | 8 januari 1959                        | 13 januari 1960   | CNIP                 | Michel Debré (1959–1962)              | Debré                                                                              | Minister van Economische Zaken |
|                                              | Alain Madelin                                | Wilfrid Baumgartner (1902–1978)              | 13 januari 1960                       | 18 januari 1962   | O                    | Michel Debré (1959–1962)              | Debré                                                                              | Minister van Economische Zaken |
|                                              | Valéry Giscard d'Estaing                     | Valéry Giscard d'Estaing (1926–2020)         | 18 januari 1962                       | 8 januari 1966    | RI                   | Michel Debré (1959–1962)              | Debré                                                                              | Minister van Economische Zaken |
| Georges Pompidou (1962–1968)                 | Valéry Giscard d'Estaing                     | Valéry Giscard d'Estaing (1926–2020)         | 18 januari 1962                       | 8 januari 1966    | RI                   | Pompidou I                            | Minister van Economische Zaken                                                     | |
| Georges Pompidou (1962–1968)                 | Valéry Giscard d'Estaing                     | Valéry Giscard d'Estaing (1926–2020)         | 18 januari 1962                       | 8 januari 1966    | RI                   | Pompidou II                           | Minister van Economische Zaken                                                     | |
| Georges Pompidou (1962–1968)                 |                                              | Michel Debré                                 | Michel Debré (1912–1996)              | 8 januari 1966    | 31 mei 1968          | UNR (1967–68)                         | Pompidou III                                                                       | Minister van Economische Zaken |
| Georges Pompidou (1962–1968)                 | UDR (1968)                                   | Michel Debré                                 | Michel Debré (1912–1996)              | 8 januari 1966    | 31 mei 1968          | Pompidou IV                           |                                                                                    | Minister van Economische Zaken |
| Georges Pompidou (1962–1968)                 |                                              | Maurice Couve de Murville                    | Maurice Couve de Murville (1907–1999) | 31 mei 1968       | 10 juli 1968         | Pompidou IV                           | UDR                                                                                | Minister van Economische Zaken |
|                                              | Francois Xavier Ortoli                       | François- Xavier Ortoli (1925–2007)          | 10 juli 1968                          | 20 juni 1969      | UDR                  | Maurice Couve de Murville (1968–1969) | Couve de Murville                                                                  | Minister van Economische Zaken |
|                                              | Valéry Giscard d'Estaing                     | Valéry Giscard d'Estaing (1926–2020)         | 20 juni 1969                          | 27 mei 1974       | RI                   | Jacques Chaban- Delmas (1969–1972)    | Chaban- Delmas                                                                     | Minister van Economische Zaken |
| Pierre Messmer (1972–1974)                   | Valéry Giscard d'Estaing                     | Valéry Giscard d'Estaing (1926–2020)         | 20 juni 1969                          | 27 mei 1974       | RI                   | Messmer I                             |                                                                                    | Minister van Economische Zaken |
| Pierre Messmer (1972–1974)                   | Valéry Giscard d'Estaing                     | Valéry Giscard d'Estaing (1926–2020)         | 20 juni 1969                          | 27 mei 1974       | RI                   | Messmer II                            |                                                                                    | Minister van Economische Zaken |
| Pierre Messmer (1972–1974)                   | Valéry Giscard d'Estaing                     | Valéry Giscard d'Estaing (1926–2020)         | 20 juni 1969                          | 27 mei 1974       | RI                   | Messmer III                           |                                                                                    | Minister van Economische Zaken |
|                                              | Jean-Pierre Fourcade                         | Jean-Pierre Fourcade (1929)                  | 27 mei 1974                           | 26 augustus 1976  | UDR                  | Jacques Chirac (1974–1976)            | Chirac I                                                                           | Minister van Economische Zaken |
|                                              | Raymond Barre                                | Raymond Barre (1924–2007)                    | 26 augustus 1976                      | 5 april 1978      | O                    | Raymond Barre (1976–81)               | Barre I                                                                            | Premier / Minister van Economische Zaken                                                                                           |
| Barre II                                     | Raymond Barre                                | Raymond Barre (1924–2007)                    | 26 augustus 1976                      | 5 april 1978      | O                    | Raymond Barre (1976–81)               |                                                                                    | Premier / Minister van Economische Zaken                                                                                           |
|                                              | René Monory                                  | René Monory (1923–2009)                      | 5 april 1978                          | 21 mei 1981       | UDF (CDS)            | Raymond Barre (1976–81)               | Barre III                                                                          | Minister van Economische Zaken |
|                                              | Jacques Delors                               | Jacques Delors (1925–2023)                   | 21 mei 1981                           | 17 juli 1984      | PS                   | Pierre Mauroy (1981–84)               | Mauroy I                                                                           | Minister van Economische Zaken |
| Mauroy II                                    | Jacques Delors                               | Jacques Delors (1925–2023)                   | 21 mei 1981                           | 17 juli 1984      | PS                   | Pierre Mauroy (1981–84)               |                                                                                    | Minister van Economische Zaken |
| Mauroy III                                   | Jacques Delors                               | Jacques Delors (1925–2023)                   | 21 mei 1981                           | 17 juli 1984      | PS                   | Pierre Mauroy (1981–84)               |                                                                                    | Minister van Economische Zaken |
|                                              |                                              | Pierre Bérégovoy (1925–1993)                 | 17 juli 1984                          | 20 maart 1986     | PS                   | Laurent Fabius (1984–86)              | Fabius                                                                             | Minister van Economische Zaken |
| Minister voor Begrotingszaken                |                                              | Pierre Bérégovoy (1925–1993)                 | 17 juli 1984                          | 20 maart 1986     | PS                   | Laurent Fabius (1984–86)              | Fabius                                                                             | |
|                                              | Édouard Balladur                             | Édouard Balladur (1929)                      | 20 maart 1986                         | 10 mei 1988       | RPR                  | Jacques Chirac (1986–88)              | Chirac II                                                                          | Minister van Staat |
| Minister van Economische Zaken               | Édouard Balladur                             | Édouard Balladur (1929)                      | 20 maart 1986                         | 10 mei 1988       | RPR                  | Jacques Chirac (1986–88)              | Chirac II                                                                          | |
|                                              |                                              | Pierre Bérégovoy (1925–1993)                 | 10 mei 1988                           | 2 april 1992      | PS                   | Michel Rocard (1988–91)               | Rocard I                                                                           | Minister van Staat / Minister van Economische Zaken / Minister voor Begrotingszaken / Minister van Buitenlandse Handel (1991–1992) |
| Rocard II                                    |                                              | Pierre Bérégovoy (1925–1993)                 | 10 mei 1988                           | 2 april 1992      | PS                   | Michel Rocard (1988–91)               |                                                                                    | Minister van Staat / Minister van Economische Zaken / Minister voor Begrotingszaken / Minister van Buitenlandse Handel (1991–1992) |
| Édith Cresson (1991–92)                      | Cresson                                      | Pierre Bérégovoy (1925–1993)                 | 10 mei 1988                           | 2 april 1992      | PS                   |                                       |                                                                                    | Minister van Staat / Minister van Economische Zaken / Minister voor Begrotingszaken / Minister van Buitenlandse Handel (1991–1992) |
|                                              | Michel Sapin                                 | Michel Sapin (1952)                          | 2 april 1992                          | 29 maart 1993     | PS                   | Pierre Bérégovoy (1992–93)            | Bérégovoy                                                                          | Minister van Economische Zaken |
|                                              |                                              | Edmond Alphandéry (1943)                     | 29 maart 1993                         | 17 mei 1995       | UDF                  | Édouard Balladur (1993–95)            | Balladur                                                                           | Minister van Economische Zaken |
|                                              | Alain Madelin                                | Alain Madelin (1946)                         | 17 mei 1995                           | 25 augustus 1995  | UDF                  | Alain Juppé (1995–97)                 | Juppé I                                                                            | Minister van Economische Zaken |
|                                              | Jean Arthuis                                 | Jean Arthuis (1944)                          | 25 augustus 1995                      | 2 juni 1997       | UDF                  | Alain Juppé (1995–97)                 | Juppé I                                                                            | Minister van Economische Zaken |
| Juppé II                                     | Jean Arthuis                                 | Jean Arthuis (1944)                          | 25 augustus 1995                      | 2 juni 1997       | UDF                  | Alain Juppé (1995–97)                 | Minister van Economische Zaken                                                     | |
|                                              | Dominique Strauss-Kahn                       | Dominique Strauss-Kahn (1949)                | 2 juni 1997                           | 1 november 1999   | PS                   | Lionel Jospin (1997–02)               | Jospin                                                                             | Minister van Economische Zaken |
|                                              | Christian Sautter                            | Christian Sautter (1940)                     | 1 november 1999                       | 28 maart 2000     | PS                   | Lionel Jospin (1997–02)               | Jospin                                                                             | Minister van Economische Zaken |
|                                              | Laurent Fabius                               | Laurent Fabius (1946)                        | 28 maart 2000                         | 6 mei 2002        | PS                   | Lionel Jospin (1997–02)               | Jospin                                                                             | Minister van Economische Zaken |
|                                              | Francis Mer                                  | Francis Mer (1939)                           | 6 mei 2002                            | 31 maart 2004     | DVD                  | Jean-Pierre Raffarin (2002–05)        | Raffarin I                                                                         | Minister van Economische Zaken |
| Raffarin II                                  | Francis Mer                                  | Francis Mer (1939)                           | 6 mei 2002                            | 31 maart 2004     | DVD                  | Jean-Pierre Raffarin (2002–05)        |                                                                                    | Minister van Economische Zaken |
|                                              | Nicolas Sarközy                              | Nicolas Sarkozy (1955)                       | 31 maart 2004                         | 30 november 2004  | UMP                  | Jean-Pierre Raffarin (2002–05)        | Raffarin III                                                                       | Minister van Staat |
| Minister van Economische Zaken               | Nicolas Sarközy                              | Nicolas Sarkozy (1955)                       | 31 maart 2004                         | 30 november 2004  | UMP                  | Jean-Pierre Raffarin (2002–05)        | Raffarin III                                                                       | |
|                                              | Hervé Gaymard                                | Hervé Gaymard (1960)                         | 30 november 2004                      | 25 februari 2005  | UMP                  | Jean-Pierre Raffarin (2002–05)        | Raffarin III                                                                       | Minister van Economische Zaken |
|                                              | Thierry Breton                               | Thierry Breton (1955)                        | 25 februari 2005                      | 16 mei 2007       | UMP                  | Jean-Pierre Raffarin (2002–05)        | Raffarin III                                                                       | Minister van Economische Zaken |
| Dominique de Villepin (2005–07)              | Thierry Breton                               | Thierry Breton (1955)                        | 25 februari 2005                      | 16 mei 2007       | UMP                  | de Villepin                           | Minister van Economische Zaken / Minister voor Industriële Zaken                   | |
|                                              | Jean-Louis Borloo                            | Jean-Louis Borloo (1951)                     | 16 mei 2007                           | 20 juni 2007      | PRV                  | François Fillon (2007–12)             | Fillon I                                                                           | Minister van Economische Zaken / Minister van Werkgelegenheid                                                                      |
|                                              | Christine Lagarde                            | Christine Lagarde (1956)                     | 20 juni 2007                          | 30 juni 2011      | UMP                  | François Fillon (2007–12)             | Fillon II                                                                          | Minister van Economische Zaken / Minister van Werkgelegenheid                                                                      |
| Fillon III                                   | Christine Lagarde                            | Christine Lagarde (1956)                     | 20 juni 2007                          | 30 juni 2011      | UMP                  | François Fillon (2007–12)             | Minister van Economische Zaken                                                     | |
| Fillon III                                   |                                              | François Baroin                              | François Baroin (1965)                | 30 juni 2011      | 15 mei 2012          | François Fillon (2007–12)             | UMP                                                                                | Minister van Economische Zaken |
|                                              | Pierre Moscovici                             | Pierre Moscovici (1957)                      | 15 mei 2012                           | 31 maart 2014     | PS                   | Jean-Marc Ayrault (2012–14)           | Ayrault I                                                                          | Minister van Economische Zaken / Minister van Buitenlandse Handel                                                                  |
| Ayrault II                                   | Pierre Moscovici                             | Pierre Moscovici (1957)                      | 15 mei 2012                           | 31 maart 2014     | PS                   | Jean-Marc Ayrault (2012–14)           |                                                                                    | Minister van Economische Zaken / Minister van Buitenlandse Handel                                                                  |
|                                              | Michel Sapin                                 | Michel Sapin (1952)                          | 31 maart 2014                         | 14 mei 2017       | PS                   | Manuel Valls (2014–16)                | Valls I                                                                            | |
| Valls II                                     | Michel Sapin                                 | Michel Sapin (1952)                          | 31 maart 2014                         | 14 mei 2017       | PS                   | Manuel Valls (2014–16)                | Minister voor Begrotingszaken (2014–17) / Minister van Economische Zaken (2016–17) | |
| Bernard Cazeneuve (2016–17)                  | Michel Sapin                                 | Michel Sapin (1952)                          | 31 maart 2014                         | 14 mei 2017       | PS                   | Cazeneuve                             | Minister voor Begrotingszaken (2014–17) / Minister van Economische Zaken (2016–17) | |
|                                              | Bruno Le Maire                               | Bruno Le Maire (1969)                        | 14 mei 2017                           | 21 september 2024 | LR (2017–18)         | Édouard Philippe (2017–2020)          | Philippe I                                                                         | Minister van Economische Zaken |
| Philippe II                                  | Bruno Le Maire                               | Bruno Le Maire (1969)                        | 14 mei 2017                           | 21 september 2024 | LR (2017–18)         | Édouard Philippe (2017–2020)          |                                                                                    | Minister van Economische Zaken |
|                                              | Bruno Le Maire                               | Bruno Le Maire (1969)                        | 14 mei 2017                           | 21 september 2024 | LREM (2018–22)       | Édouard Philippe (2017–2020)          |                                                                                    | Minister van Economische Zaken |
| Jean Castex (2020–2022)                      | Bruno Le Maire                               | Bruno Le Maire (1969)                        | 14 mei 2017                           | 21 september 2024 | Castex               |                                       |                                                                                    | Minister van Economische Zaken |
| Élisabeth Borne (2022–2024)                  | Bruno Le Maire                               | Bruno Le Maire (1969)                        | 14 mei 2017                           | 21 september 2024 | Borne I              |                                       |                                                                                    | Minister van Economische Zaken |
| Élisabeth Borne (2022–2024)                  | Bruno Le Maire                               | Bruno Le Maire (1969)                        | 14 mei 2017                           | 21 september 2024 | Borne II             |                                       |                                                                                    | Minister van Economische Zaken |
| RE (2022–24)                                 | Bruno Le Maire                               | Bruno Le Maire (1969)                        | 14 mei 2017                           | 21 september 2024 | Gabriel Attal (2024) | Attal                                 |                                                                                    | Minister van Economische Zaken |
|                                              | Antoine Armand                               | Antoine Armand (1991)                        | 21 september 2024                     | heden             | RE                   | Michel Barnier (2024–heden)           | Barnier                                                                            | Minister van Economische Zaken |